# هاري لين
هاري لين (بالإنجليزية: Harry Lane)‏ (21 مارس 1909 في المملكة المتحدة - 1 مارس 1977 في المملكة المتحدة) هو لاعب كرة قدم بريطاني (وحمل سابقاً جنسية المملكة المتحدة لبريطانيا العظمى وأيرلندا) في مركز الهجوم. لعب مع برمنغهام سيتي وبورت فايل ونادي بليموث أرجايل ونادي ساوثيند يونايتد ونادي نورثامبتون تاون ووست بروميتش ألبيون ونادي هدنسفورد تاون.